# Sriwedari (Salaman)
Sriwedari is een bestuurslaag in het regentschap Magelang van de provincie Midden-Java, Indonesië. Sriwedari telt 3644 inwoners (volkstelling 2010).